# Toma de Amelia
La toma de la isla Amelia fue un episodio de las Guerras de Independencia Hispanoamericana, en el cual un grupo de corsarios con el apoyo de milicianos norteamericanos de Charleston, y Savannah (estado de Georgia) tomaron la isla de Amelia en la costa de Florida en junio de 1817 y proclamaron la República de Florida.

## Historia
Con la entrada en vigor de la Ley de Embargo de 1807 y la prohibición del comercio de esclavos en Estados Unidos, el pueblo de Fernandina en la isla de Amelia se convirtió en un punto para contrabandistas.
En junio de 1817 los expedicionarios fueron dirigidos en primera instancia por el general Gregor MacGregor (por órdenes de El Libertador Simón Bolívar) quien logró tomar el fuerte San Carlos en la isla de Amelia y proclamar la República de La Florida. MacGregor dilapidó los recursos disponibles y huyó a las Bahamas en septiembre de 1817. Posteriormente invadió la isla el corsario francés Luis Aury con la participación de Pedro Gual, Luis Brión, Lino de Clemente, Juan Germán Roscio, Constante Ferrari y Agustín Codazzi. 
El general Aury ocupó la isla con tres batallones (uno de anglosajones, otro de europeos y el tercero de mestizos y mulatos). Aury nombró Jefe del batallón europeo a Constante Ferrari, cuando se le unió en la isla de Amelia junto a 250 voluntarios, casi todos exmilitares napoleónicos. 

Ahí (en Amelia) nos unimos en número de 250 a las tropas del general Aury...que dispuso la creación de tres batallones para garantizar el control de la isla, uno de británicos y norteamericanos bajo el mando del coronel Wals, el segundo de negros y mulatos bajo el mando del coronel Morselin negro y el tercero de europeos posteriormente bajo mi mando....en fecha 8 de febrero de 1818 con Decreto (sucesivo) del general Aury... mi amigo Agustín Codazzi fue nombrado Teniente de artillería y yo fui promovido a Jefe de batallón.
Costante Ferrari. Memorie postume, p. 425

La expedición tenía como objetivo liberar Florida del dominio español y desde ese punto estratégico controlar el tráfico marítimo en el golfo de México, las Antillas, realizar un posible ataque a Cuba para cortar las comunicaciones entre Estados Unidos y España en el Caribe.
Los Estados Unidos —que tenían planes para anexionarse la península— denunciaron a los ocupantes como «piratas». El presidente James Monroe envió fuerzas navales al mando de Andrew Jackson que expulsaron a los invasores el 23 de diciembre de 1817.

## Gobierno de Amelia

La bandera ondeada por el corsario Louis Aury en la isla de Amelia.

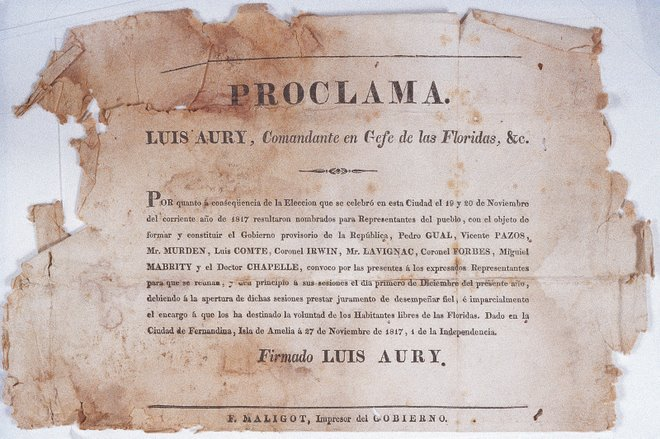
Aury proclamó la "República de Florida" y dispuso elecciones en la isla de Amelia. La imagen muestra un documento firmado por Aury, donde se ven los resultados electorales.

Louis Aury tomó el control de Amelia a finales de septiembre de 1817, y creó un cuerpo administrativo llamado Supremo Consejo de las Floridas ("Supreme Council of the Floridas").
Al mismo tiempo ordenó a sus secretarios Pedro Gual y Vicente Pazos la emisión de una "Constitución", y también invitó a todos los habitantes de Florida a unirsele en la lucha para liberarse del yugo español. 
Por algunos meses Aury controló la isla de Amelia, y la bandera del Supremo Gobierno Mexicano fue su insignia.
Posteriormente, Estados Unidos envió una flota naval que tomó posesión de la isla el 23 de diciembre de 1817.